# Bottega Veneta
Bottega Veneta é uma casa de moda de luxo italiana com sede em Milão, Itália. Suas linhas de produtos para homens e mulheres incluem pronto-a-vestir, bolsas, sapatos, acessórios, joias e fragrâncias.
A Bottega Veneta foi fundada em 1966 em Vicenza, Veneto, por Michele Taddei e Renzo Zengiaro. Sua tecelagem de couro Intrecciato foi um sucesso instantâneo. Depois que a empresa foi comprada pelo Grupo Gucci em 2001, um novo pulso de “riqueza furtiva” reviveu a Bottega Veneta. A empresa abriu em 2006 a Scuola dei Maestri Pellettieri di Bottega Veneta (escola de artesanato em couro), que desde 2013 está instalada em seu novo ateliê em Montebello Vicentino.
Bartolomeo Rongone é o CEO da Bottega Veneta desde setembro de 2019 e Matthieu Blazy o diretor de criação desde novembro de 2021. Bottega Veneta opera 268 lojas para 3.754 funcionários e gerou 1,140 bilhões de euros em vendas (2020). Bottega Veneta é uma subsidiária do grupo de luxo Kering.

## História
A Bottega Veneta foi fundada em 1966 em Vicenza, Itália por Michele Taddei e Renzo Zengiaro. Produzindo artigos de couro artesanal, a marca desenvolveu um design distinto de tecelagem de couro, o Intrecciato, que instantaneamente se tornou o visual icônico da Bottega Veneta. "Quando as suas iniciais bastam " tornou-se o slogan histórico da marca porque o Intrecciato trabalhado tornava os produtos da Bottega Veneta imediatamente reconhecíveis e o seu logotipo só aparecia discretamente no interior dos produtos.
Em 1972, a Bottega Veneta inaugurou sua primeira loja nos Estados Unidos, na cidade de Nova York. Em meados da década de 1970, a empresa começou a fabricar calçados.
Renzo Zengiaro deixou a empresa no final da década de 1970. Em seguida, Michele Taddei entregou a empresa para sua ex-mulher Laura Braggion, que passou a comandar a empresa com seu segundo marido, Vittorio Moltedo. Ela se mudou para Nova York para desenvolver a empresa e tornou-se membro do jetset local. Em 1980, a atriz Lauren Hutton carregava uma bolsa Bottega Veneta Intrecciato no filme American Gigolo. Em 1985, Andy Warhol realizou o curta-metragem Bottega Veneta Industrial Videotape.
Durante a década de 1990, a Bottega Veneta lançou sua primeira coleção pronto-para-vestir.
Em fevereiro de 2001, o antigo Grupo Gucci adquiriu a Bottega Veneta por US$ 156 milhões. No mês de maio seguinte, Patrizio di Marco foi nomeado CEO, e em junho Tomas Maier diretor de criação. A Vogue cunhou o termo “riqueza furtiva” para descrever o novo estilo da marca.

## Descrição

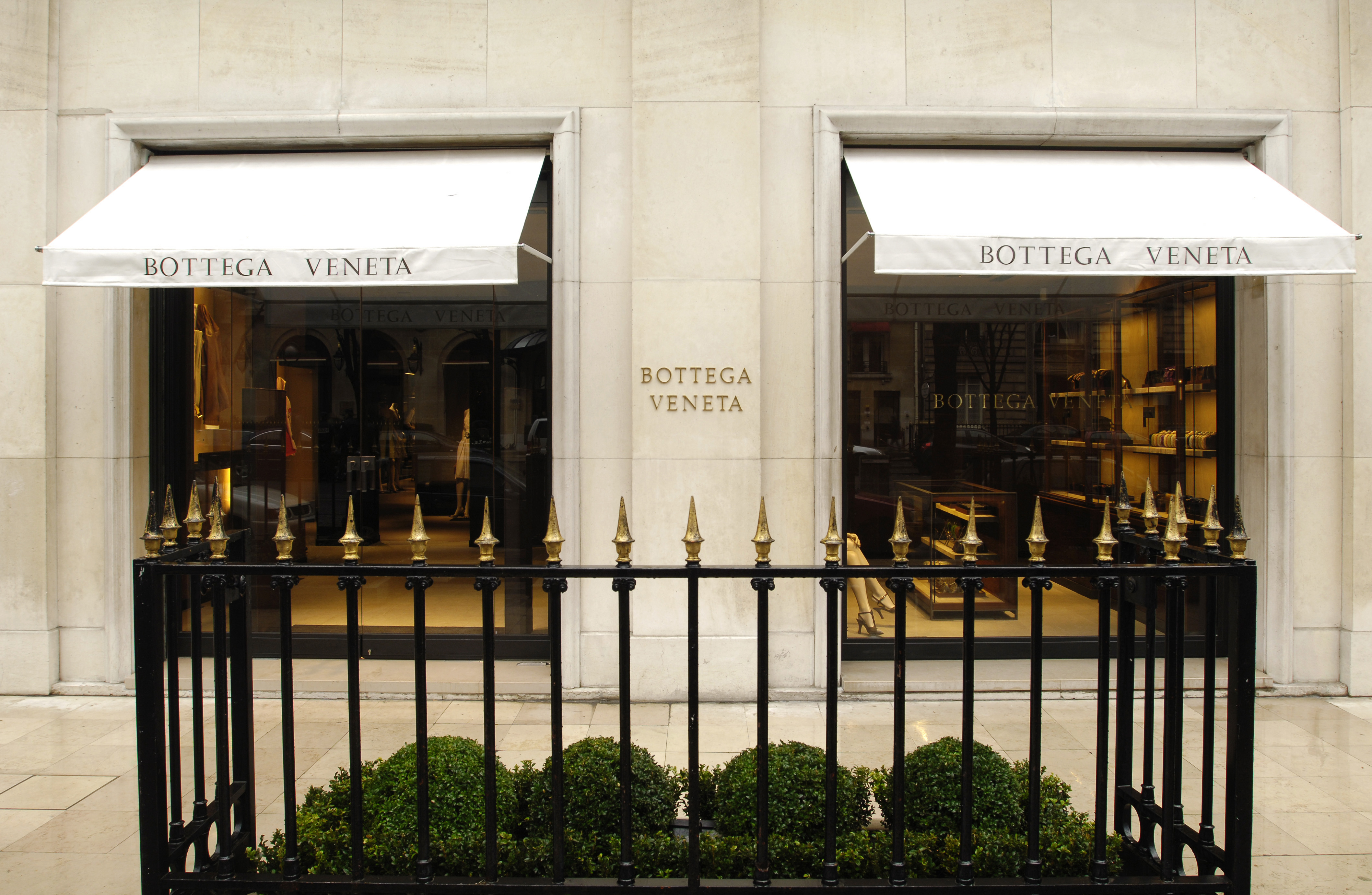
Loja Bottega Veneta em Paris

Bottega Veneta é uma grife italiana de luxo especializada em pronto-a-vestir masculino e feminino, bem como em bolsas, sapatos, acessórios, joias e fragrâncias. Os itens mais populares da Bottega Veneta são as bolsas Cabat, Knot e Pouch. O complexo artesanato de tecelagem do Cabat requer 2 artesãos durante 2 dias inteiros de trabalho.
A Bottega Veneta está sediada em Milão, Itália. A empresa é subsidiária do grupo de luxo Kering. Em 2020, as vendas da Bottega Veneta atingiram 1,140 bilhão de euros.

## Prêmios
- 2019: 4 prêmios durante o British Fashion Awards[17]